# 331 Etheridgea
A 331 Etheridgea a Naprendszer kisbolygóövében található aszteroida. Auguste Charlois fedezte fel 1892. április 1-jén.